# Bernried am Starnberger See
Bernried am Starnberger See é um município da Alemanha, situado no distrito de Weilheim-Schongau, no estado da Baviera. Tem 13,79 km² de área, e sua população em 2019 foi estimada em 2.348 habitantes.